# Graafschap Tirimont
Het graafschap Tirimont is een historisch graafschap dat bestond van 1690 tot 1792. Het graafschap omvatte de plaatsen Dilbeek, Sint-Martens-Bodegem en Itterbeek in Vlaams-Brabant.

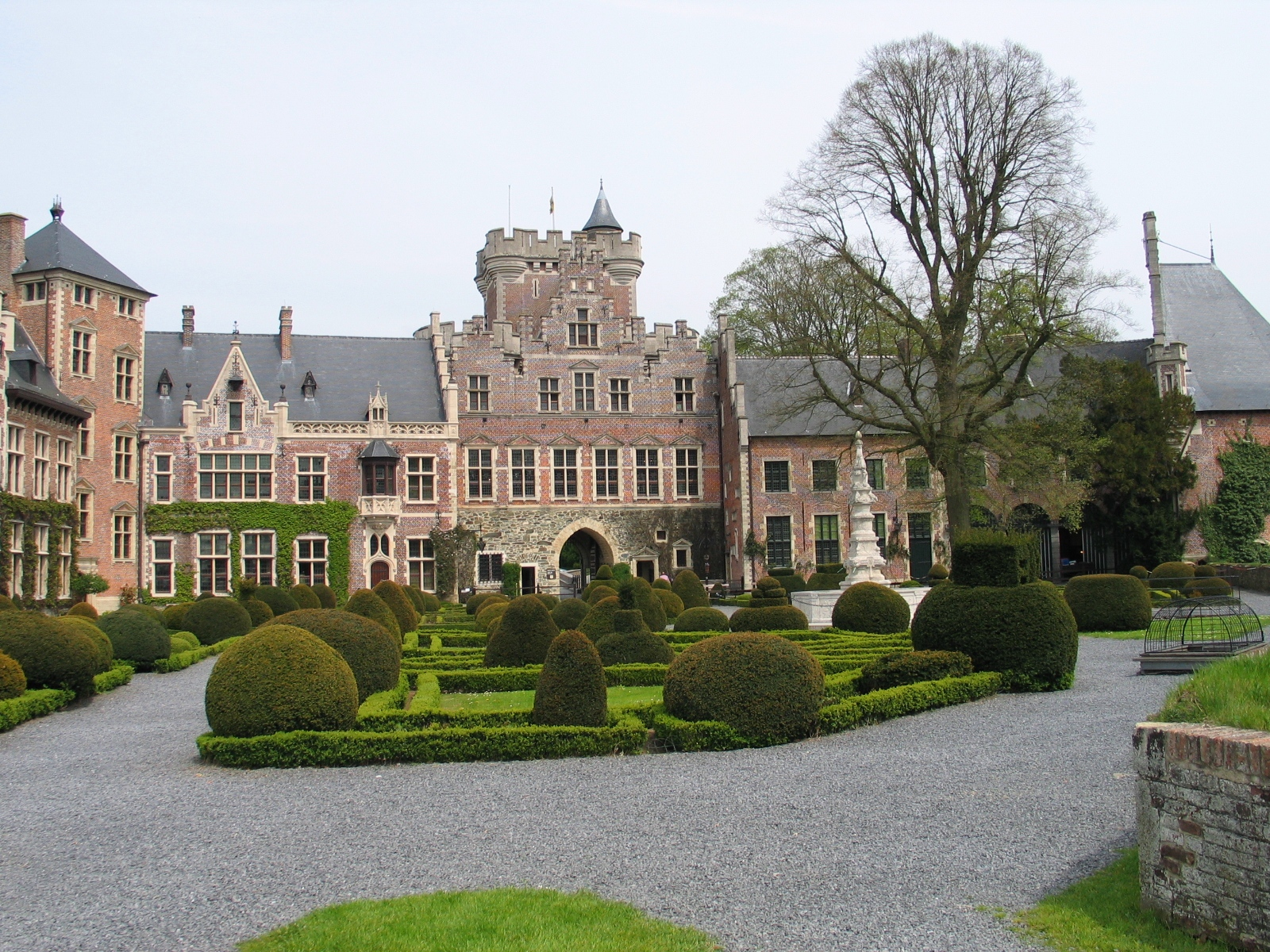
Binnenhof van het Kasteel van Gaasbeek

## Geschiedenis
Sinds de 13e eeuw behoorden Dilbeek, Sint-Martens-Bodegem en Itterbeek tot het gebied van de heren van Gaasbeek, en werden samen het Nieuw Land van Gaasbeek genoemd.
Louis Alexander Scockaert, graaf van Tirimont, die in 1687 het Nieuw Land van Gaasbeek had aangekocht, slaagde erin deze dorpen tot graafschap te laten verheffen, als leen van de hertog van Brabant. In 1792, het jaar waarin Frans II aartshertog van Oostenrijk werd en de Oostenrijkers door de Franse troepen werden verslagen bij de Slag bij Jemappes, werd het graafschap opgeheven.